# Копривница (Багрдан)
Копривница је данас део Багрдана, а у прошлости засебно насеље у Беличком срезу Јагодинске нахије.